# جنگل جوان
جنگل جوان (لهستانی: Młody Las) یک فیلم بلند درام تاریخی لهستانی به کارگردانی یوزف لیتس است که در سال ۱۹۳۴ منتشر شد. داستان فیلم در زمان انقلاب ۱۹۰۵ روسیه روی می‌دهد که دانش‌آموزان در اعتراض به سیستم آموزشی خشن و ظالمانه تزاری، تصمیم به شورش و اعتصاب می‌گیرند.
جنگل جوان با استقبال بسیار خوبی از سوی منتقدان لهستانی مواجه شد. آنها مهارت‌های کارگردانی، تبدیل موفقیت‌آمیز یک نمایشنامه تئاتر به فیلمی سینمایی، فیلمبرداری، موسیقی و بازیگری آن را ستودند. این فیلم همچنین نقدهای مثبتی از سوی منتقدان شوروی دریافت کرد، منتقدانی که مهارت کارگردانی یوزف لیتس را تحسین کردند، اما در عین حال، فیلم را کمی به دلیل ارائهٔ تصویری یک طرفه و متناقض از انقلاب ۱۹۰۵ مورد انتقاد قرار دادند.

## گزیدهٔ بازیگران
- ووادیسواف والتر
- ویکتور بیگانسکی
- ویتولد زاخارویچ
- کاژیمیش یونوشا-استئوپوفسکی
- بوگوسواو سامبورسکی
- میخاو زنیچ
- ماریا بوگدا
- استفان یاراچ
- تکلا تراپشو
- میه‌چیسواف سیبولسکی
- پاوئو اُوِروئو
- آدام بروجیش
- تادئوش فی‌یِفسکی
- ماریا بالتسرکیه‌ویچوونا
- ائوگنیوش کوشوتسکی
- یوزف اوروید
- فلیکس ژوکوفسکی
- زبیگنیف کوچانوویچ